# Gente de bien
Pour plus de détails, voir Fiche technique et Distribution.
Gente de bien est un film franco-colombien écrit et réalisé par Franco Lolli et sorti en 2014. 
Il est présenté à la Semaine de la critique au Festival de Cannes 2014.

## Synopsis
Éric est un garçon de 10 ans, buté et timide, dont la mère, qui ne peut plus matériellement s’occuper de lui, se décharge subitement de lui sur son père, Gabriel, que l'enfant a très peu connu.  L'homme vit pauvrement à Bogota dans un minuscule appartement, travaillant au noir comme menuisier au jour le jour. Les premiers temps sont difficiles entre le garçon et son père, l'un et l'autre n'ayant que peu de points communs, ils se découvrent peu à peu. Mais leur situation matérielle est précaire.
À l'occasion d'un contrat du père chez une riche enseignante, Maria Isabel, les choses vont changer. La grande bourgeoise veut sincèrement aider Éric et son père. Elle se prend d'affection pour le garçon qui va de son côté essayer de se lier d'amitié avec le fils de cette dernière. Mais la différence de milieu social vient rapidement se dresser comme un obstacle insurmontable entre ces relations, lors des vacances...

## Fiche technique
- Titre original : Gente de bien
- Titre français : Gente de bien
- Réalisation : Franco Lolli
- Scénario :  Virginie Legeay, Franco Lolli, Catherine Paillé
- Décors :
- Montage : Nicolas Desmaison, Julie Duclaux
- Son : Josefina Rodríguez, Matthieu Perrot
- Photographie : Óscar Durán
- Production :
- Sociétés de production :
- Sociétés de distribution : Ad Vitam Distribution
- Pays d’origine :  Colombie |  France
- Langue : espagnol
- Genre : drame
- Dates de sortie :
  -  France : 18 mai 2014 (Festival de Cannes 2014), 18 mars 2015 (sortie nationale)
  -  Colombie : 12 mars 2015 (Festival international du film de Carthagène), 28 mai 2015 (sortie nationale)

## Distribution
- Bryan Santamaria : Éric
- Carlos Fernando Perez : le père d'Éric
- Alejandra Borrero : Maria Isabel

## Production

### Genèse et développement
Comme le déclare le réalisateur dans le dossier de presse, le sujet du film lui a été inspiré par un épisode de sa vie : « L’histoire est née de mes souvenirs d’enfance. J’ai eu une courte amitié avec le fils d’un humble charpentier que ma mère engageait souvent pour qu’il répare quelques meubles de la maison. Le temps d’un été, le fils du charpentier a passé toutes ses journées chez moi, et nous sommes devenus amis. Mais avec mon retour à l’école et à mes amis riches, est aussi revenue la réalité : notre lien n’allait pas durer. »
Le titre du film est basé sur un jeu de mots en espagnol :Gente de bien qui peut signifier gens qui font le bien ou gens qui ont du bien.

## Accueil

### Accueil critique
En France, l'accueil critique est positif : le site Allociné recense une moyenne des critiques presse de 3,8/5, et des critiques spectateurs à 3,9/5. 

## Distinctions

### Récompenses
- 2012: Lauréat de la Fondation Gan pour le Cinéma pour le long-métrage Gente de bien[3]
- Festival international du film de Flandre-Gand 2014 : Grand prix du meilleur film
- Festival international du film de San Sebastián 2014 : Horizon award
- Festival du film de La Havane, 2014 : prix spécial du jury, première œuvre

### Nominations et sélections
- Festival international du film de Palm Springs 2014 : film latino
- Festival de Cannes 2014 : Grand prix de la Semaine de la critique
- Festival de Cannes 2014 : Caméra d'or